# ツチトリモチ科
ツチトリモチ科（ツチトリモチか、Balanophoraceae）は、一見キノコに似ているが、菌類ではなく、双子葉植物である。新エングラー体系ではツチトリモチ目に、クロンキスト体系ではビャクダン目に属しているが、APG植物分類体系では「分類未確定」になっている。寄生性の植物からなる一群である。

## 概要
ツチトリモチ科の植物は、他の植物の根に寄生する植物である。地下茎は塊状となり、地上へは花序（花茎）だけが顔を出す。葉はないか、あるいは鱗片状に退化した鱗片葉を持つ。根は寄生根で短く、これが寄主の組織に根付く。植物体は葉緑素を持たず、黄色又は赤色に呈す。花序は肉穂花序で、丸いか楕円形の頭のような部分の表面に多数の小さな花をつける。花は両性か雌雄異花で、どちらもごく簡単な構造になっている。雄花は花弁があるものもあるが、雌花はほとんど雌しべのみといった姿であり、微小である。

## 分類
ツチトリモチ科には、ツチトリモチ属（Balanophora）一属が含まれる。ツチトリモチ属は、世界に約80種が知られ、アジア、マレーシア、マダガスカル、オーストラリア、ポリネシアに分布する。日本には、下記の7種類の生育が確認されている。
リュウキュウツチトリモチ　B. fungosa J. R. et G. Forster（=B. kuroiwai Makino）
沖縄諸島〜尖閣諸島、オセアニア等に分布する広域分布種。寄主はクロヨナ、オオバギ等。雌雄同株で、花穂は帯紅色。
ツチトリモチ　B. japonica Makino
日本固有種で、本州（紀伊半島）から南西諸島（口永良部島）に分布。寄主はクロキ、ハイノキ等。雌雄異株で、花穂は真紅色。
オオスミツチトリモチ B. mashimoi Akuzawa
日本固有種で、九州南部に分布。花穂は円形で、橙色。
ミヤマツチトリモチ　B. nipponica Makino
日本固有種で、本州（秋田県・岩手県以南）から九州南部までの山地に分布。温帯性の種。寄主はカエデ等。花穂はやや細長く、黄色味を帯びる。
キイレツチトリモチ　B. tobiracola Makino
九州から南西諸島、台湾に分布。トベラやシャリンバイ等多くの種に寄生する。花穂はやや細長く、黄白色。
ヤクシマツチトリモチ　B. yakushimensis Hatsu. et Masam.
日本固有種で、九州南部、種子島?、屋久島に分布。花穂はやや細長く、真紅色。
ユワンツチトリモチ　B. yuwanensis Agusawa et Sakuta
日本固有種で、奄美大島及び徳之島?に分布。花穂は円形で、橙褐色。